# Concezione a Montecalvario (Nápoly)
A Santa Maria della Concezione a Montecalvario egy templom Nápoly történelmi központjában. A 18. században épült Domenico Antonio Vaccaro tervei alapján. Alaprajza görög kereszt alakú, három oltárral. A belső díszítések szintén Vaccaro nevéhez kapcsolódnak.